# Michael Degen
Michael Degen, nato Max-Michael Degen (Chemnitz, 31 gennaio 1928 – Amburgo, 9 aprile 2022) è stato un attore e scrittore tedesco di origine ebraica.
Attore attivo principalmente in campo televisivo e teatrale, tra cinema e soprattutto televisione, ha partecipato a circa 120 differenti produzioni, a partire dall'inizio degli anni sessanta. Tra i suoi ruoli principali, figurano, tra l'altro, quello di Torquato Tasso nell'omonimo film TV del 1969, quello di Gustav Oppermann nella miniserie televisiva Die Geschwister Oppermann (1983), quello del Dottor Sanders nella serie televisiva La famiglia Drombusch (Diese Drombuschs, 1987-1990), quello del Professor Bergmann nella serie televisiva OP ruft Dr. Bruckner - Die besten Ärzte Deutschlands (1996-2001), quello del vicequestore Patta nella serie televisiva Donna Leon (2000-...), quello di Kurt Blumenfeld in Hannah Arendt (2012).
È l'ex-marito dell'attrice Dora Borkoff e il padre dell'attrice Elisabeth Degen (avuta dalla prima moglie Sarah Brigitte Eckel).

## Biografia

### Vita privata
Dopo i divorzi con Sarah Brigitte Eckel (da cui ha avuto le figlie Elisabeth e Gabi) e Dora Borkoff (da cui ha avuto i figli Adina e Jakob), si è sposato con Susanne Sturm.

## Filmografia parziale

### Attore

#### Cinema
- Razza padrona (1972)
- Al di là del bene e del male, regia di Liliana Cavani (1977)
- It Came from Somewhere Else (1988)
- Dr. M (1990)
- Il principe ranocchio (Zabí král) (1998)
- Leo und Claire (2001)
- Nachts im Park (2002)
- Babij Jar (2003)
- Kriegerstock - cortometraggio (2009)
- Ausgerechnet Sibirien (2012)
- Hannah Arendt, regia di Margarethe von Trotta (2012)

#### Televisione
- Beatrice Und Juana - film TV (1963)
- Der Ritter vom Mirakel - film TV (1966)
- Guten Abend... - film TV (1966)
- Das Attentat - L.D. Trotzki - film TV (1967)
- Torquato Tasso - film TV (1969) - ruolo: Torquato Tasso
- Eli - film TV (1970)
- Das Jahrhundert der Chirurgen - serie TV (1972)
- Maß für Maß – film TV (1974)
- Pariser Geschichten - serie TV, 1 episodio (1976)
- 21 ore a Monaco - film TV (1976)
- Tatort - serie TV, 6 episodi (1977-2007) - ruoli vari
- Mittags auf dem Roten Platz - miniserie TV (1978)
- Die Buddenbrooks - miniserie TV (1979)
- L'ispettore Derrick - serie TV, ep. 08x03, regia di Günter Gräwert (1981) - Ullrich Reber
- L'ispettore Derrick - serie TV, ep. 08x08, regia di Theodor Grädler (1981) - Sig. Brasse
- Krimistunde - serie TV (1982)
- Mein Bruder und ich - film TV (1982)
- Die Geschwister Oppermann - miniserie TV (1983) - Dott. Gustav Oppermann
- SOKO 5113 - serie TV, 1 episodio (1983)
- L'ispettore Derrick - serie TV, ep. 10x01, regia di Helmuth Ashley (1983) - Sig. Lammers
- Il commissario Köster/Il commissario Kress - serie TV, 6 episodi (1984-1993) - ruoli vari
- Hautnah - film TV (1985)
- Ein heikler Fall - serie TV, 1 episodio (1985)
- L'ispettore Derrick - serie TV, ep. 14x07, regia di Gero Erhardt (1987)
- Top Kids - film TV (1987) - Carl Benz
- Die Kolonie - film TV (1987)
- Wer lacht schon über Rosemann - film TV (1987)
- Die Bombe - film TV (1987)
- Die Männer vom K3 - serie TV, 1 episodio (1987)
- La famiglia Drombusch - serie TV, 15 episodi (1987-1990) - Dott. Martin Sanders
- Game, Set, and Match - serie TV, 10 episodi (1988) - Werner Volkmann
- Mission Eureka - miniserie TV (1989)
- Der Meister des jüngsten Tages - film TV (1990)
- Insel der Träume - serie TV, 1 episodio (1990)
- Struppi & Wolf - film TV (1991)
- Auto Fritze - film TV (1993) - Otto Fritze
- Ein unvergeßliches Wochenende - serie TV, 1 episodio (1993)
- Das Sahara-Projekt - miniserie TV (1993)
- Florida Lady - serie TV, 1 episodio (1994)
- Die letzte Entscheidung - film TV (1994)
- Spitzenleistung - film TV (1996)
- Spiel des Lebens - serie TV, 1 episodio (1996)
- Tanz auf dem Vulkan - film TV (1996)
- OP ruft Dr. Bruckner - Die besten Ärzte Deutschlands - serie TV, 20 episodi (1996-2001) - Prof. Bergmann
- Kidnapping - La sfida (Kidnapping - Ein Vater schlägt zurück), regia di Cinzia TH Torrini – film TV (1998)
- Verschollen in Thailand - film TV (1997) - Karl Strauten
- Verschollen in Thailand - serie TV (1997) - Karl Strauten
- Eine ungehorsame Frau - film TV (1998)
- Der König - serie TV, 1 episodio (1998)
- Siska - serie TV, 3 episodi (1999-2003) - ruoli vari
- Rote Glut - film TV (2000)
- Donna Leon - serie TV, 20+ episodi (2000-...) - vicequestore Patta
- Klinik unter Palmen - serie TV, 3 episodi (2001)
- Dr. Sommerfeld - Neues vom Bülowbogen - serie TV, 1 episodio (2001)
- Liebe unter Verdacht - film TV (2002)
- Der zweite Frühling - film TV (2003)
- Rosamunde Pilcher - Gewissheit des Herzens - film TV (2003)
- Der Wunschbaum - miniserie TV (2004)
- Der Vater meines Sohnes - film TV (2004)
- La nave dei sogni - serie TV, 1 episodio (2005)
- Unter weißen Segeln - serie TV, 1 episodio (2005)
- Un caso per due - serie TV, 1 episodio (2006)
- Un domestico milionario (Unser Kindermädchen ist ein Millionär), regia di Bettina Woernle – film TV (2006)
- Onde d'estate - film TV (2008)
- L'isola dell'amore (Griechische Küsse), regia di Felix Dünnemann – film TV (2008)
- Die Patin - Kein Weg zurück - miniserie TV (2008)
- Rosamunde Pilcher - Entscheidung des Herzens - film TV (2009)
- Die Seele eines Mörders – film TV (2009)
- Squadra speciale Lipsia – serie TV (2014)
- Sara Stein – serie TV (2017)

### Sceneggiatore
- Nicht alle waren Mörder - film TV (2006)

## Opere letterarie
- Nicht alle waren Mörder - Eine Kindheit in Berlin (2004)
- Blondi (2004)
- Der Steuerhinterzieher (2005)
- Mein heiliges Land (2007)
- Familienbande (2011)